# Абдулах ибн Амир
Абy Абдурахман Абдулах ибн Амир ибн Курајза (арап. أبو عبد الرحمن عبدالله بن عامر بن كريز) је био гувернер Басре (647–656) и изузетно успешан војни генерал за време владавине рашидунаског калифа Османа ибн Афана. Његов отац је био ујак калифа Османа по мајци, што је Абдулаха учинило Османовим рођаком. Био је познат по својим управљачким способностима и храбрости у војним походима; његов поход ради поновног освајања и пацификације бивших територија Персијског царства оставио је у наслеђе исламизацију и у Ирану и у Авганистану.

## Младост
Абдулах ибн Амир је рођен у Меки. Припадао је омејадском клану Куреиша. Он је био син `Амира бин Курајза ибн Рабија, брат Арве бинт Курајз, мајке будућег калифа Османа ибн Афана. Абдулах је стога Османов директни рођак. Наративи из исламске традиције који од њега чине потомка Утбе бин Рабија, оца Хинд (супруге Абу Суфијана ибн Харба и мајке Муавије) су лажни.

## Именовање за гувернера Басре
Године 647, када је Абу Муса ел Ашари свргнут са места гувернера Басре, калиф Осман је именовао Ибн Амира за гувернера Басре. Ибн Амир је тада имао само двадесет и пет година.
Калиф Осман је имао за циљ решавање напетости у новоосвојеном Ираку, које су настале изненадним приливом арапских племена у градове гарнизона испред линија фронта попут Куфе и Басре. То је решио тако што је отворио нове фронтове на новим територијама ради освајања, чији је циљ био трошење енергије тих племена и њихово усмеравање ка новим војним експедицијама. Када је Ибн Амир стигао у Басру, одмах је припремио фронтове за нова освајања у земљи Персији. Ибн Амир је извршио неколико реформи, попут изградње новог канала за наводњавање у Басри и поправљања водовода за потребе ходочасника који су ишли на хаџилук и који су том приликом пролазили кроз Басру.

## Освајања
Експедиције Ибн Амира посебно су започете током похода чији је циљ био гушење многих побуна унутар бивших територија Персије.

### Први поход у Керман
Приликом првог освајања, Рашидунски калифат је послао два контингента који које су предводили Ибн Амир и Сухаил да освоје Керман. Први је стигао до Табасајна, а затим је напредовао даље према Нишапуру. Након тога, његова истурена јединица је одмах наишла на противника, а затим су се одиграле жестоке борбе против Коч о Балоч-а, што је резултирало смрћу сасанидског гувернера Кермана.

### Поновно освајање Фарса
Персијска провинција Фарс је освојена током владавине калифа Омара. Током Османове владавине ова покрајина се побунила као и остале персијске провинције. Осман је упутио Ибн Амира да угуши побуњеничке покрете.
Сходно томе, кренуо је са великим снагама из Персеполиса; град се предао и пристао да плати данак. Одавде је војска кренула ка Ал Џ Барду, при чему је град лако заузео услед малог отпора према муслиманима, а грађани су пристали да плате данак. Након тога муслиманске снаге су напредовале до гарада по имену Гор. Персијанци су се борили, али су поражени и град су заузели муслимани. Мир је склопљен под уобичајеним условом плаћања џизије.  Док је муслиманска војска још била у Гору, у Персеполису је поново избио на устанак; Абдулах ибн Аамир је одвео снаге у Персеполис и опсео град. Након жестоке битке муслимани су поново успели да поврате контролу над градом. Све вође међу Персијанцима које су биле криве за подстицање побуне биле су прогоњене и погубљене. Падом Персеполиса, и други градови у Фарсу су се безусловно потчинили. Османов гувернер Парса је, након анализе ситуације, послао исламске мисионаре у разне градове ове регије да преобрате народ на ислам како би се у будућности избегле нове побуне, јер је узрок побуне био дух национализма код Персијанаца и дискриминација Персијанаца од стране арапских владара.

### Поновно освајање Кермана
Након сузбијања побуне у Фарсу, Абдулах ибн Аамир се окренуо према Керману који се поново побунио током 651-652. Послао је снаге под командом Муџаша иб Мусе Салмија. Керман је убрзо поново освојен, уз мали отпор.

### Поновно освајање Систана
Осман је упутио Абдулаха ибн Аамира, који је у то време био гувернер Басре, да поново освоји провинцију. У Систан је послата колона под заповедништвом Рабеаха ибн Зијада. Поново га је освојио до данашњег Заранџа у Авганистану. Рабеах ибн Зијад је постављен за гувернера Систана. Тамо је остао годинама, а затим је отишао у Басру, а у провинцији је још једном избила побуна, овог пута на много већем подручју.
Абдулах ибн Аамир је послао Абд ел Рахмана / АбдурРахмана ибн Сумру да предузме операцију. Абдур Рахман бин Сумра је водио муслиманске снаге до Заранџа. Једном када је Заранџ заузет, Абд ел Рахман је умарширао у Авганистан и освојио га на северу до Кабула, након овог похода Абдулах је усмерио поглед према Хорасану.

### Поновно освајање Хорасана
Хорасан, провинција Персијског царства освојена је током владавине калифа Омара, под командом Ахнафа ибн Кајса. После Омарове смрти, Хорасан је упао у низ сукоба од којих се први догодио током побуне под персијским царем Јездегердом III, али пре него што је успео да поведе Персијанце против муслимана, био је издан и убијен 651. године. Калиф Осман је 651. године послао Абдулаха ибн Аамира, гувернера Басре, да поново освоји Хорасан. Абдулах ибн Аамир је кренуо са великим снагама од Басре до Хорасана надмашивши други контингент Саида Ибн Ел Ааса који је полазио из Куфе заједно са Худзаифом Ибн Ел Јаманом, Хусeином ибн Алијем, Хасаном ибн Алијем и другим пратиоцима.. Након што је заузео главне тврђаве у Хорасану, послао је много колона у разним правцима по Хорасану, чија је стратегија била спречавање Персијанаца да се окупе у велике снаге. Град Бајак, у савременом Авганистану, заузет је силом, а муслимански заповедник је пао у бици. Након Бајака, муслимани су кренули према Табисану, који је заузет са мало отпора. Муслиманска војска је заузела град Нишапур након дуге опсаде. Затим је муслиманска војска наставила са заузимањем других мањих и већих градова у регији Хорасана. Након тога су учврстили свој положај у Хорасану. Муслимани су потом кренули према Херату у Авганистану, који се муслиманима мирно предао. Након што су стекли контролу над регионом, муслимани су кренули према граду Мерв у модерном Туркменистану. Град се предао заједно са осталим градовима регије, осим једног, Санга, који је касније насилно заузет. Поход у Хорасану се завршио освајањем Балха (Авганистан) 654. године.
Међутим, други устанак је поново сломљен у Хорасану након Првог муслиманског грађанског рата када је Муавија именован за калифа који је заменио Алија, овог пута у Херату и Балху. Абдулах је још једном именован како би извршио одмазду над овом побуном, овог пута одмазда је била жестока и брза при чему је био срушен чувени зороастријски храм Нобахар.
Због континуираном похода у Хорасану је дошло до неизбежног ефеката арабизације овог подручја током војних операција Абдулаха. Описан је састав војске Абдулаха Ибн Амира током поновног освајања Хорасана која је била састављена од војске из Басре која је регрутована из племена која су имала Хиџру (емигрирала) у Миср (град гарнизона) и војној служби у Дивану. Било је природно да ови племеници настављају своје старе племенске традиције, носећи име свог првобитног клана ('Ашира) са којим су могли прекинути свој однос емиграцијом у Мисри. Сваки клан, или чак племенско груписање из сродних кланова имало би свог поглавара као заповедника. Ово је војни систем ће касније бити стандардизован у периоду Омајадског калифата.

### Поход у Трансоксијани
Након консолидације муслиманских снага у Хорасану, Абдулах ибн Аамир је прешао реку Окс која је муслиманима била познатија као Аму Дарја и напао Узбекистан у јужној Трансоксијани. Детаљи ових похода су мало познати, али познато је да се већи део јужне Трансоксијане потчинио власти Рашидунског калифата.

## Смрт калифа Османа и њене последице
Након успешног завршетка својих похода, Абдулах ибн Амир је писао Ахрам у Нишапуру а затим отишао на ходочашће у Меку како би обавио хаџ и захвалио Богу. Након обављеног хаџа, Абдулах ибн Амир је наставио до Медине како би видео Османа. Пре него што је Абдулах ибн Амир стигао до Медине, Осман је постао мученик. То је био велики шок за Абдулаха ибн Амира. Када су Зубајр ибн ел Авам, Талха и Ајше побуњенике позвали на освету за крв Османа, Абдулах ибн Амир им је предложио да пођу са њим у Басру због тога што је и сам уживао велики утицај у граду. Конфедерације племена су успеле да заузму Басру због утицаја који је Абдулах ибн Амир имао на народ Басре. Заједно са Талхом и Зубајром ибн ел Авамом, Абдулах ибн Амир је заробио и убио око 4000 побуњеника осумњичених за везу са убиством калифа Османа. У бици Камиле децембра 656. године, конфедерација племена је поражена, а Басру је заузео калиф Али.

## Током владавине калифа Алија
Владавина калифа Алија била је пуна турбуленција. Иако Абдулах ибн Амир, није учествовао у бици код Сифина, борио се између снага калифа Алија и Муавије, подржао је освету за убиство калифа Османа. После убиства калифа Алија 661. године, његов најстарији син Хасан ибн Али постао је калиф. На њега је сиријски гувернер Муавија извршио притисак да поднесе оставку на дужност халифе. Избегавајући нови грађански рат, Хасан ибн Али је дао оставку у корист Муавије шест месеци касније. Током овог догађаја Абдулах ибн Амир подржао је Муавијин калифат.

## Током Муавијине власти
Калифат Муавије основао је династију Омејада, расточивши Рашидунско царство рашидунских калифа. Абдулах ибн Аамир је неко време остао гувернер Басре под династијом Омејада, мада га је касније Муавија склонио са места гувернера Басре, вероватно због све већег утицаја у Басри. 
Током кратке владавине у Басри под Муавијом, он је спроводио реформе у изради сасанидског кованог новца који је био искован са портретом Хусрава Парвиза из династије Сасанида који се помиње у Ел Мувата од Иман Малик Ибн Ана Би Анас, стр. 45-46.
Ипак, у јеку грађанских ратова почетком 660-их, јавни поредак је пропао због учесталих злочина због чега је несигурност у Басри расла. Према Аш Шаби, кад год би се раскалашени младићи ухватили жену, рекли би јој да плаче три пута, ако јој неко одговори, она би била безбедна. Али ако нико не одговори, не би били криви за оно што јој се догодило. Када је Зијад стигао 665. године као гувернер, ноћ је била пуна вапаја приватних чувара које су унајмљивали богати људи који су се плашили злочина чији број је растао у граду. Тако је Зијад успоставио Шурту која је бројала четири хиљаде пешака и коњаника, која је увела полицијски час и поставила неке драконске законе као што је одсецање главе било коме ко се појави на улици након вечерњег клањања у Басри. Такође је поново успоставио ред на излазним путевима из Басре именовањем шефова клана Тамим и Бакр за снаге безбедности наведених путева.

## Смрт
Абдулах ибн Амир је протестовао због своје смене. Абдулах је из Басре отишао у Медину и тамо умро 678. године, у 56. години.

## Заоставштина
Владавина Абдулаха ибн Аамира као гувернера провинције Басра током 9 година (647—656) била је изузетно успешна. Калиф Осман је оптужен за непотизам, јер је поставио свог рођака Абдулаха ибн Аамира, младића од двадесет и пет година, за гувернера Басре. Али апологетски животопис Сусијанта, индонежанског исламског историчара који се позива на многе средњовековне изворе и савремене историјске референце, указује да је именовање Абдулаха ибн Аамира у ствари било зато што су се његове способности показале најбољим за гувернера калифа Османа, јер ниједан други гувернер није био способан да врши освајања у тако великим размерама. Сусијанто је означио да су људи из Басре сами били незадовољни владавином Абу Мусе, па су желели да Осман једногласно именује Абдулаха ибн Аамира, који се иако није баш био добро познат, доказао као један од војсковођа највишег ранга и способан гувернер исламске историје, попут другог познатог Османовог рођака, Муавије ибн Аби Суфиана.
Још једно наслеђе које је оставио вероватно је увођење система Миср, чији је гарнизонски град био формиран основним племенским системом који се састојао од Арапа који су мигрирали у Персију, а који је првобитно био намењен војној функцији, а што је вероватно била основа арапске дијаспоре у земљи Ирана, у каснијем периоду.
Такође се помиње као ланац хадиса који се приписују његовом оцу, Амиру ибн Кураизу, а који је објављен у компилацији Џами ат-Тирмиди Сахих.